# Cluricaun

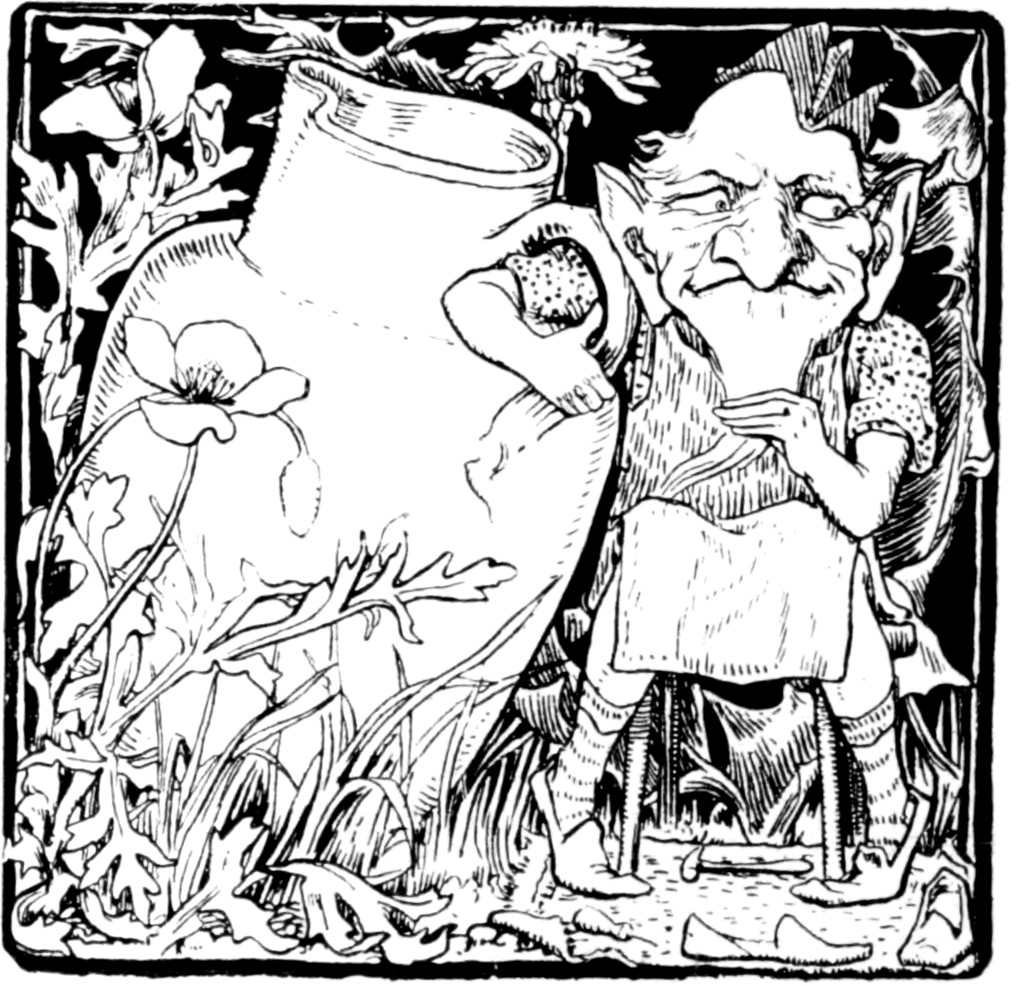
Abbildung eines Cluricaun in T. C. Croker's Fairy Legends and Traditions of the South of Ireland

Ein Cluricaun (irisch clutharachán, clutharacán, clúracán) ist ein Elfenwesen aus der keltischen Mythologie Irlands. Er ist bekannt für seine Vorliebe, viel zu trinken und in Brauereien, Kneipen und Weinkellern zu spuken. Er ist dem Leprechaun sehr ähnlich und ist bisweilen mit ihm verwechselt worden, so dass auch er für einen Schuster und einen Wächter verborgener Schätze gehalten wird. Einige Volkskundler haben daher angenommen, dass ein Cluricaun nur ein Leprechaun auf einer Sauftour ist. Andere betrachten ihn als eine regionale Variante des Leprechauns. Wie der Leprechaun ist der Cluricaun ein Einzelgänger, den man eher alleine antrifft als in Gruppen.
Thomas Crofton Croker behauptete 1825 in Fairy Legends and Traditions of the South of Ireland, das Wort sei von „luchramán“, Zwerg, abgeleitet. Seine Märchensammlung wurde durch die Brüder Grimm 1826 als Irische Elfenmärchen übersetzt, wo der Cluricaun in Nr. 12, 13, 14, 15, 16 vorkommt.
Heute ist das Wort „Cluricaun“ häufiger Name von Irish Pubs.